# 연산버스
연산버스(蓮山-)는 부산광역시 연제구 연산동에 위치한 부산광역시의 마을버스 기업이다.

## 회사 소재지
- 본점: 부산광역시 연제구 대리로6번길 100-1 (연산동)

## 운행노선
- 연제6번: 망미동삼성아파트(망미역.부산여상.망미1동주민센터)-배산역-신리삼거리-연제이마트-연제구청-부산시청역-물만골역
- 연제7번: 연산엘지아파트-연제경찰서-동서그린아파트-동암학교-정수사-로얄베스토피아아파트-오양아파트-망미1동주민센터-배산역-신리삼거리-연제이마트-연제구청-부산국세청.고용노동청-시청역-물만골역(삼성슈퍼)